# Irene
Irene er et græsk pigenavn, der betyder "fred" og har navnedag 5. april . Staves også Irena. 5.629 danskere , 8.303 nordmænd  og 61.213 svenskere  bærer navnet.

## Kendte personer med navnet
- Irene Benneweis, dansk cirkusdirektør